# Ахмедов, Гедай
Гедай Ахмедов (туркм. Gedaý Ahmedow; 1940, Чарджоуская область — предположительно июль 2006) — туркменский государственный деятель.

## Биография
Родился в 1940 году в Чарджоуской области Туркменской ССР.
Работал председателем колхоза имени Халтурина.
С 1990 по 1992 год являлся депутатом Верховного совета Туркменской ССР 12 созыва от Чарджоуской области.
14.07.1992 — 09.07.2001 — хяким Чарджевского этрапа Лебапского велаята.
03.12.1998 — 21.11.2000 — первый заместитель хякима Лебапского велаята (по совместительству).
09.07.2001 — 06.10.2005 — хяким Лебапского велаята.
06.10.2005 — февраль 2006 — хяким этрапа Алтын Асыр Ахалского велаята.
В феврале 2006 года арестован по обвинению в совершении уголовных преступлений.

## Подробности
30 декабря 2002 года Г. Ахмедов выступил на заседании Халк Маслахаты Туркмении с обращением к президенту С. Ниязову от имени народа Туркмении с просьбой предать «мучительной смерти» обвиняемых по делу о событиях 25 ноября 2002 года:
Г. Ахмедов на заседании Халк Маслахаты Туркмении 30.12.2002:

«От имени народа прошу вас не проявлять к ним милосердия. И потом, великий вождь, их надо не расстреливать, а предать мучительной смерти!»
22 августа 2005 года Сапармурад Ниязов на заседании Кабинета министров Туркмении обвинил хякима Лебапского велаята Г. Ахмедова в попустительстве кумовству, семейственности и протекционизму. В результате была уволена заместитель хякима Лебапского велаята Тамара Юсупова, первый заместитель хякима города Туркменабат Курбандурды Дурмамедов и заместитель хякима города Сейди Хайдаркули Бердыев. Самому Г. Ахмедову было дано время «на исправление положения».
23 сентября 2005 года на заседании Кабинета министров Туркмении С. Ниязов обвинил Г. Ахмедова в том, что тот «в горячую пору уборки хлопка и сева зерновых» был занят строительством собственного дома.
6 октября 2005 года С. Ниязов провёл хозяйственное совещание с участием членов Кабинета министров Туркмении, руководителей Меджлиса, министерств и ведомств, хякимов велаятов и этрапов, арчинов, представителей общественных организаций и средств массовой информации. В ходе совещания С. Ниязов в очередной раз подверг критике хякима Лебапского велаята Г. Ахмедова и объявил об освобождении его от занимаемой должности «за серьёзные недостатки, допущенные в работе». Здесь же С. Ниязов назначил Г. Ахмедова хякимом этрапа Алтын Асыр Ахалского велаята, обосновав это решение необходимостью использовать опыт Г. Ахмедова на новом месте, «где он сможет трудом и реальными результатами искупить свою вину».
В марте 2006 года Г. Ахмедов был арестован, лишён всех государственных наград и званий, в том числе лишён звания Героя Туркменистана. Впоследствии осуждён, приговорён к 17 (по другим сведениям — 13) годам лишения свободы. 
Скончался в заключении предположительно в июле 2006 года. Тело было выдано родственникам.
Был одним из политических жертв Сапармурата Ниязова. За Гедая Ахмедова был народ Чарджовской области, что не нравилось С.Ниязову так как это было рискованно для его власти. 

## Награды и звания
- Медаль «Гайрат» (26 февраля1993)
- Медаль «За любовь к Отечеству» (24 января 1996)
- Орден «Галкыныш» (16 июня 1998)
- Герой Туркменистана с вручением Медали «Алтын ай» (19 октября 2001)
- Почетный старейшина Туркменистана